# Uloma bremeri
Uloma bremeri – gatunek chrząszcza z rodziny czarnuchowatych i podrodziny Tenebrioninae.
Gatunek ten opisany został po raz pierwszy w 2000 roku przez Wolfganga Schawallera na łamach „Stuttgarter Beiträge zur Naturkunde”. Jako lokalizację typową wskazano Kinabalu na Borneo. Epitet gatunkowy nadano na cześć koleopterologa Hansa J. Bremera.
Chrząszcz o ciele długości od 11 do 13 mm, jak na przedstawiciela rodzaju tęgim i krótkim, ubarwionym czarniawo. Na grzbietowej powierzchni głowy u samca występuje wcisk, u samicy natomiast jest ona płaska. Czułki samca odznaczają się członami ósmym, dziewiątym i dziesiątym o zaostrzonych i nieco dowewnętrznie wyciągniętych spiczasto krawędziach wierzchołkowych. Warga dolna u samca cechuje się języczkiem z kilkoma rozproszonymi szczecinkami oraz płaską, szagrynowaną bródką z wyraźnymi, porośniętymi gęstymi szczecinkami wciskami bocznymi. Przedplecze u samca ma na przedzie wgłębienie pośrodkowe, a tylną krawędź lekko pośrodku obrzeżoną i po bokach opatrzoną słabymi wciskami. Powierzchnia przedplecza punktowana jest delikatnie, grubiej tylko w przednim wgłębieniu, między punktami pozbawiona mikropunktowania. Pokrywy mają rzędy z punktami szerszymi niż odcinki rowków między nimi, a międzyrzędy płaskie. Długość pokryw jest 1,3 raza większa od ich szerokości i dwukrotnie większa od długości przedplecza. Odwłok ma ostatni z widocznych sternitów nieobrzeżony.
Owad orientalny, znany tylko z malezyjskiego stanu Sabah.